# STS-93
STS-93 (englisch Space Transportation System) ist die Missionsbezeichnung für einen Flug des US-amerikanischen Space Shuttles Columbia (OV-102) der NASA. Der Start erfolgte am 23. Juli 1999. Es war die 95. Space-Shuttle-Mission und der 26. Flug der Raumfähre Columbia.
Beim Start kam es durch eine gelöste Sauerstoffdüse zu einem Wasserstoffleck in einem der Triebwerke, so dass das Triebwerk automatisch vorzeitig abschaltete. Dadurch wurde die vorgesehene Orbithöhe nicht vollständig erreicht. Die Mission konnte trotzdem erfolgreich durchgeführt werden.

## Mannschaft
- Eileen Collins (3. Raumflug), Kommandantin
- Jeffrey Ashby (1. Raumflug), Pilot
- Steven Hawley (5. Raumflug), Missionsspezialist
- Catherine Coleman (2. Raumflug), Missionsspezialistin
- Michel Tognini (2. Raumflug), Missionsspezialist (CNES/ Frankreich)

Bei diesem Flug wurde das Space Shuttle erstmals von einer Frau kommandiert.

## Missionsbeschreibung
Mit der Columbia wurde das Röntgenteleskop Chandra in eine niedrige Erdumlaufbahn gebracht. Bereits wenige Stunden nach dem Start wurde es nach einem kurzen Systemcheck aus der Ladebucht katapultiert. Die zweistufige Inertial Upper Stage brachte den Satelliten später auf eine elliptische Umlaufbahn zwischen 1.200 und 72.000 Kilometern Höhe.
An Bord der Raumfähre wurden anschließend Experimente auf den Gebieten Biologie, Astronomie, Atmosphärenforschung und Raumfahrttechnologie durchgeführt. So wurden Triebwerkszündungen dafür benutzt, die Sensoren des bereits 1996 gestarteten Satelliten MSX (Midcourse Space Experiment) zu kalibrieren. Er überflog die Raumfähre in etwa 600 Kilometern Entfernung. Der Einfluss der Triebwerksabgase auf die umgebende Ionosphäre wurde beim Experiment SIMPLEX erforscht. Dabei sollte die Quelle hochfrequenter Radarechos, durch den Orbiter verursacht, angepeilt werden. Die Daten werden benötigt, um Turbulenzen in der Ionosphäre feststellen zu können. Auf dem Mitteldeck der Columbia befand sich eine an ein UV-Teleskop gekoppelte CCD-Kamera (South West Ultraviolet Imaging System). Mit ihr können in schneller Folge Bilder von Himmelskörpern in unserem Sonnensystem gemacht werden. Beobachtungsobjekte waren die Planeten Merkur, Venus und Jupiter sowie der Mond und ein Komet. Vom Mitteldeck aus wurden außerdem Bilder der Erde mit einer elektronischen Kamera gemacht (Earth KAM).
Erforscht wurde auch der Einfluss der Mikrogravitation auf die Herstellung gallertartiger Gemische. Damit sollte bewiesen werden, dass Vorstufen von Compositkeramiken in der Schwerelosigkeit eine gleichmäßigere Struktur bekommen. Technologische Forschungen beinhalteten die Erprobung von Formgedächtnismetallen zum Ausklappen einzelner Solarzellenpanele (Light Weight Flexible Solar Array Hinge) und die Prüfung der Leistungsfähigkeit von Beschleunigungsmessern, Kreiselsystemen und Sensoren bei Start, Landung und während des Aufenthaltes in der Schwerelosigkeit (Micro-Electrical Mechanical Systems).
Bei den biologischen Untersuchungen ging es zum einen um die Bestätigung von Modellen für den Gewebe- und Funktionsverlust von Muskel-, Knochen- und Hautzellen durch die Stressfaktoren Schwerelosigkeit und erhöhte Strahlung (Cell Culture Module). Auf zellularer Ebene wurden Zellskelett, Stoffwechsel, Membranintegrität und Proteaseaktivität untersucht. Außerdem wurden pharmazeutische Präparate getestet, die den Gewebeverlust bremsen sollen. Beim Experiment Space Tissue Loss wurden Zellkulturen mit einem Mikroskopsystem überwacht, um ihre unmittelbaren Reaktionen auf Veränderungen der Umwelt aufzeichnen zu können. Zum anderen wurde erforscht, ob sich Pflanzen dazu eignen, durch direkte physiologische Reaktionen Veränderungen in der Umwelt anzuzeigen (Plant Growth Investigations in Microgravity). Ebenfalls an Bord waren die Experimente Commercial Generic Bioprocessing Apparatus und Biological Research In a Canister.
Während der Mission wurde mehrfach über das SAREX-Experiment Amateurfunkkontakt zu Schulklassen aufgenommen. Das Fahrradtraining diente nicht nur der körperlichen Ertüchtigung, sondern auch der Untersuchung der dadurch verursachten Vibrationen und Möglichkeiten, diese zu dämpfen. Beim Start der Columbia waren mehrere Probleme aufgetreten. Offenbar trat aus einem Triebwerk Wasserstoff aus. Die Überhitzung des Triebwerkes hätte zu seiner automatischen Abschaltung führen können. Dann hätte die Raumfähre den Orbit nicht erreicht. Außerdem war während der Startphase ein Kurzschluss aufgetreten. Auf die Nachtlandung in Florida hatten beide Defekte keinen Einfluss.